# 峨山对囊蕨
峨山对囊蕨（学名：Deparia wilsonii）也称为峨山蛾眉蕨，为蹄盖蕨科对囊蕨属下的一个变种。它主要分布于甘肃南部、湖北西部、四川西部、贵州、云南西北部及西藏东南部。